# Ghoulies
Ghoulies è un film horror del 1985 diretto da Luca Bercovici. È il primo film della serie cinematografica Ghoulies.

## Trama
Jonathan, orfano dei genitori, ritorna con la fidanzata nella vecchia casa di famiglia, dove ora risiede soltanto il silenzioso e spaventoso custode Wolfgang. Durante una serata con amici evoca degli spiriti maligni attraverso delle pratiche occulte, ma il potere che deriva dalla magia nera lo affascina e lo cattura in una spirale di perdizione, che lo porta a resuscitare il padre, deceduto e sepolto in giardino.

## Sequel
La saga dei Ghoulies è composta da 4 film, diretti da registi differenti.